# 小行星9934
小行星9934（9934 Caccioppoli）是一颗绕太阳运转的小行星，为主小行星带小行星。该小行星于1985年10月20日发现。

## 轨道参数
小行星9934的轨道半长轴为2.5796914 UA，离心率为0.232。